# Follicule dentaire

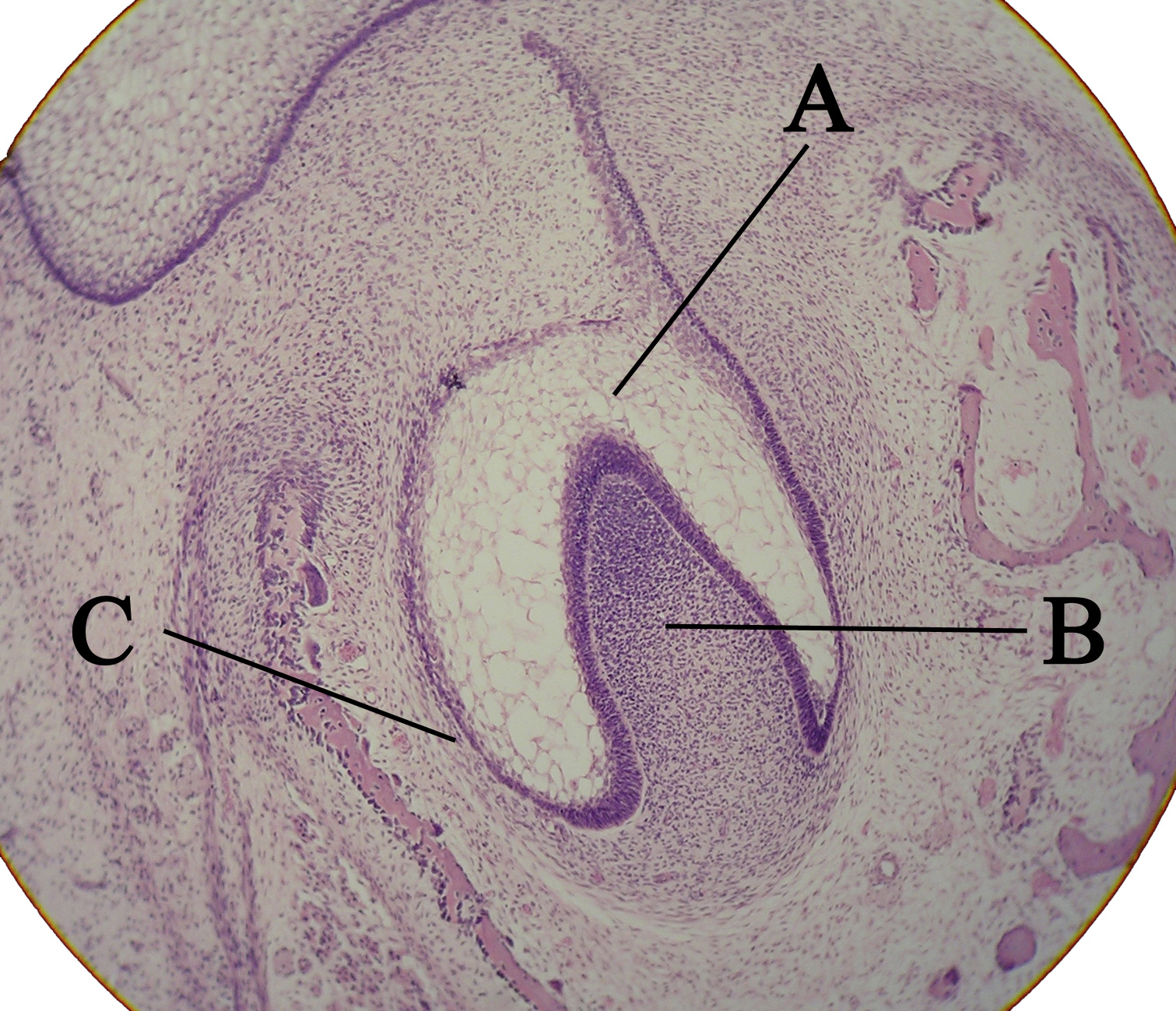
Coupe d'un bourgeon dentaire :
A: organe de l'émail avec la lame dentaire
B: papille dentaire
C: follicule dentaire.

Le follicule dentaire est un tissu conjonctif qui se forme autour d'une dent en développement et qui l'entourera complètement. Il résulte de la condensation de cellules de l'ectomésenchyme autour de l'organe de l'émail. Il évoluera en ligament parodontal et sera le précurseur d'autres cellules du parodonte, comme les ostéoblastes et les cémentoblastes.

## Voir
- Développement dentaire